# Lužná u Rakovníka
Lužná u Rakovníka – stacja kolejowa w miejscowości Lužná, w kraju środkowoczeskim, w Czechach. Znajduje się na wysokości 385 m n.p.m. Przy stacji znajduje się muzeum kolejnictwa.
Na stacji nie ma możliwości zakupu biletów, a obsługa podróżnych odbywa się w pociągu. 

## Linie kolejowe
- 120 Praha - Kladno - Lužná u Rakovníka - Rakovník
- 124 Lužná u Rakovníka - Žatec - Chomutov